# Podgrzybnica zniekształcająca
Podgrzybnica zniekształcająca (Hypomyces deformans (Lagger) Sacc.) – gatunek grzybów należący do rodziny Hypocreaceae.

## Systematyka i nazewnictwo
Pozycja w klasyfikacji według Index Fungorum: Hypomyces, Hypocreaceae, Hypocreales, Hypocreomycetidae, Sordariomycetes, Pezizomycotina, Ascomycota, Fungi.
Po raz pierwszy opisał go w 1836 r. Franz Joseph Lagger, nadając mu nazwę Sphaeria deformans. W 1883 r. Pier Andrea Saccardo zmienił ją na Hypomyces deformans.
Według Index Fungorum jest to takson niepewny, według niektórych mykologów jest to synonim podgrzybnicy ceglastej (Hypomyces lateritium).
Nazwa polska na podstawie rekomendacji Komisji ds. Polskiego Nazewnictwa Grzybów.

## Występowanie
Podano stanowiska podgrzybnicy zniekształcającej tylko w niektórych miejscach Europy. Występuje także w Polsce. W piśmiennictwie naukowym na terenie Polski do 2003 r. podano tylko jedno stanowisko w 1936 r., w późniejszych latach brak nowych znalezisk.
Grzyb nagrzybny, pasożyt. W Polsce znaleziony na owocnikach płomiennicy zimowej (Flammulina velutipes) i mleczaja rydza (Lactarius deliciosus).